# Pilocrocis cuprescens
Pilocrocis cuprescens là một loài bướm đêm trong họ Crambidae.